# Chiesa di Santa Maria del Rosario (Roccalumera)
La chiesa di Santa Maria del Rosario è la Chiesa Matrice di Roccalumera e sede dell'antica Arcipretura del Santissimo Rosario, ubicata nel cuore del borgo di Allume, ove si perpetua il culto alla Beata Vergine Maria del Rosario, patrona della città di Roccalumera dal 1674.

## Storia e descrizione
Il culto di Maria Santissima del Rosario in Roccalumera origina nella Chiesa arcipretale e matrice della città, situata nel centro di Allume. 

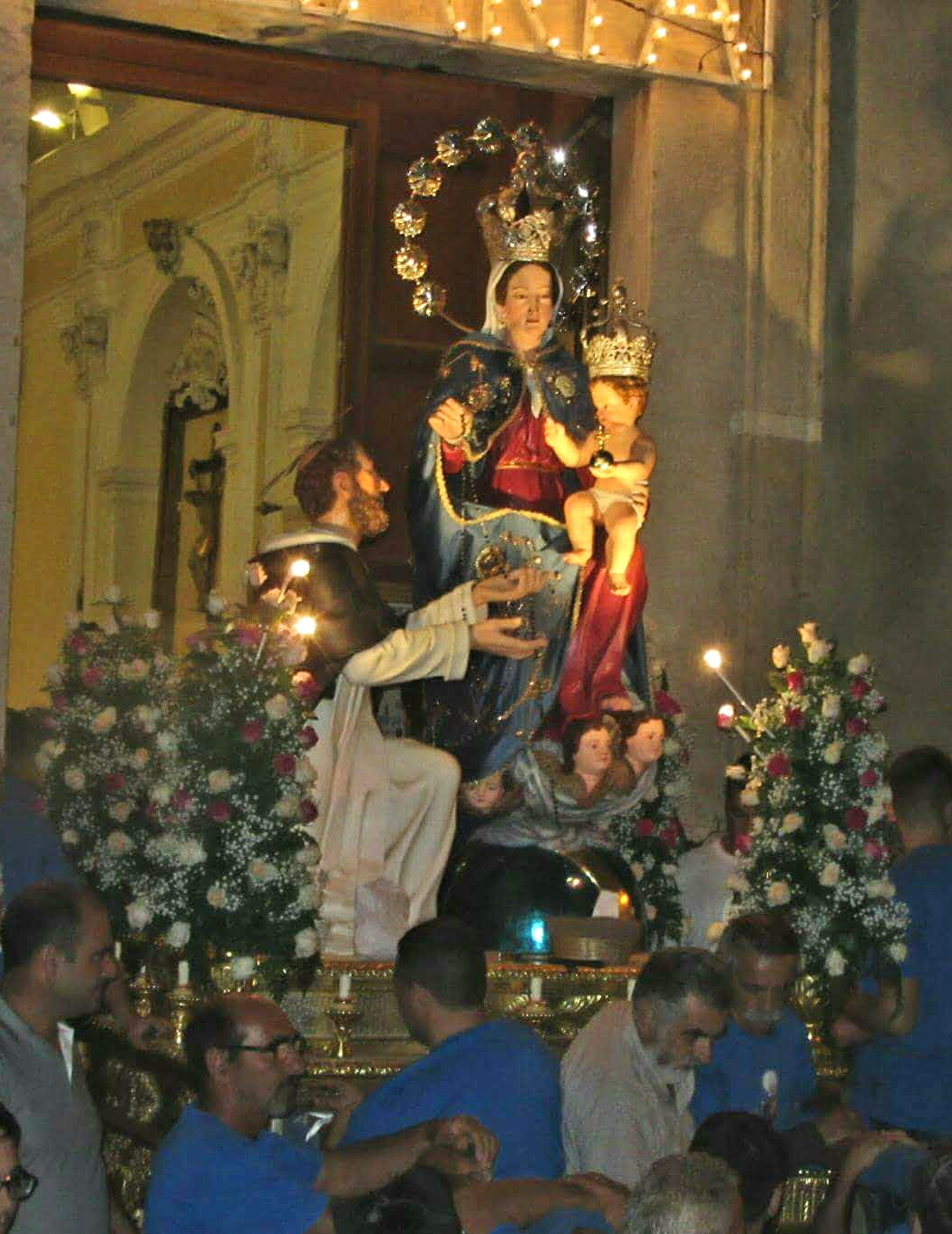
La statua della patrona di Roccalumera con il manto degli ori votivi al rientro della processione.

Si tratta di una costruzione a navata unica con annessa torre campanaria, una costruzione a navata unica con annessa torre campanaria, edificata nella seconda metà del XVII secolo con impostazione tipicamente barocca.
Il tempio, distrutto dal terremoto del 1783, fu restaurato nel 1830 per volere del munifico Arciprete Pietro Nicola De Luca (1768-1845); questo grande sacerdote mecenate recuperò quel che restava della struttura e delle opere in essa conservate, quali tele, argenti, suppellettili varie, e ricostruì quanto il sisma aveva irrimediabilmente distrutto, come testimonia l'epigrafe all'ingresso del tempio:
<<DEIPARAE VIRGINI DICATAM
VETUSTAM MATRICEM ECCLESIAM
SVB TITVLO SS. ROSARII A FALGELLO
TERREMOTVS COLLAPSAM
PETRVS NICOLAVS DE LVCA ARCHIPRESBYTER
A FVNDAMENTIS RESTAVRAVIT
ANNO DOMINI 1830>>.
La torre campanaria della chiesa madre ospita cinque campane in bronzo e il caratteristico orologio con quadrante circolare e numeri romani. La campana più grande risale addirittura al 1760.
L'interno della chiesa è ricco di decorazioni barocche e conserva numerose opere scultoree e pittoriche di indubbio interesse storico e artistico.

### La tela della Madonna
Tra queste figura certamente l'antica e pregiata tela raffigurante la Madonna del Rosario. 

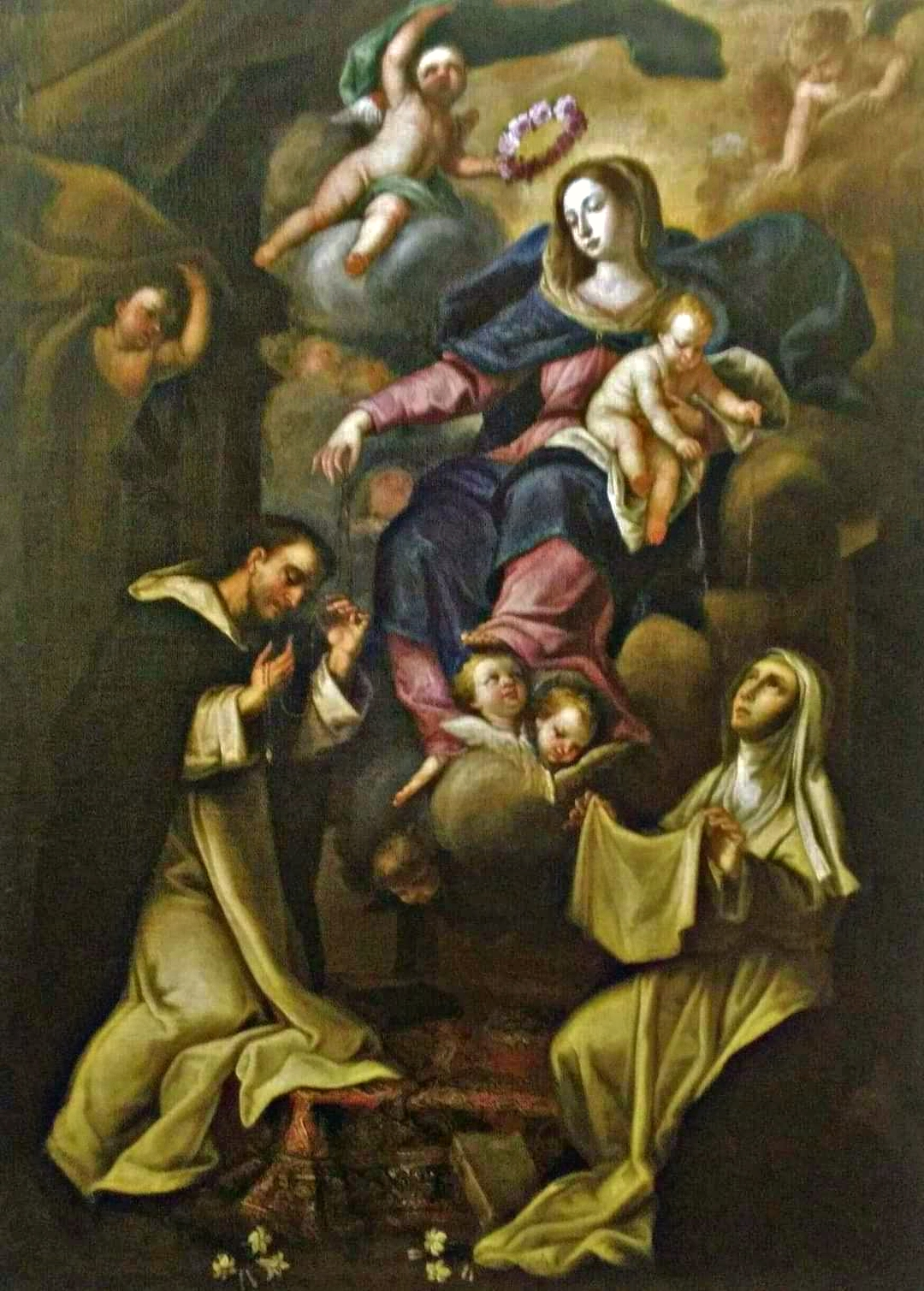
Antica immagine della Madonna del Rosario.

Al centro della sacra immagine è ritratta la Vergine, colta mentre consegna la corona del Rosario a San Domenico e Santa Caterina; il primo, interrotta immediatamente la lettura che stava svolgendo prima della visione di Maria (il libro è infatti abbandonato in disparte, sul tappeto) , si accinge a baciare la sacra corona; la seconda, analogamente, si prepara ad accogliere devotamente il Rosario che il divino Infante le sta porgendo innalzandogli un velo. La tela, posizionata al di sopra del Tabernacolo, domina sull'altare maggiore della chiesa.

### Il simulacro della Patrona di Roccalumera
Nel tempio si perpetua da oltre tre secoli la forte devozione alla Madonna del Rosario, che dal lontano 1674 è riconosciuta ufficialmente quale patrona principale di Roccalumera.

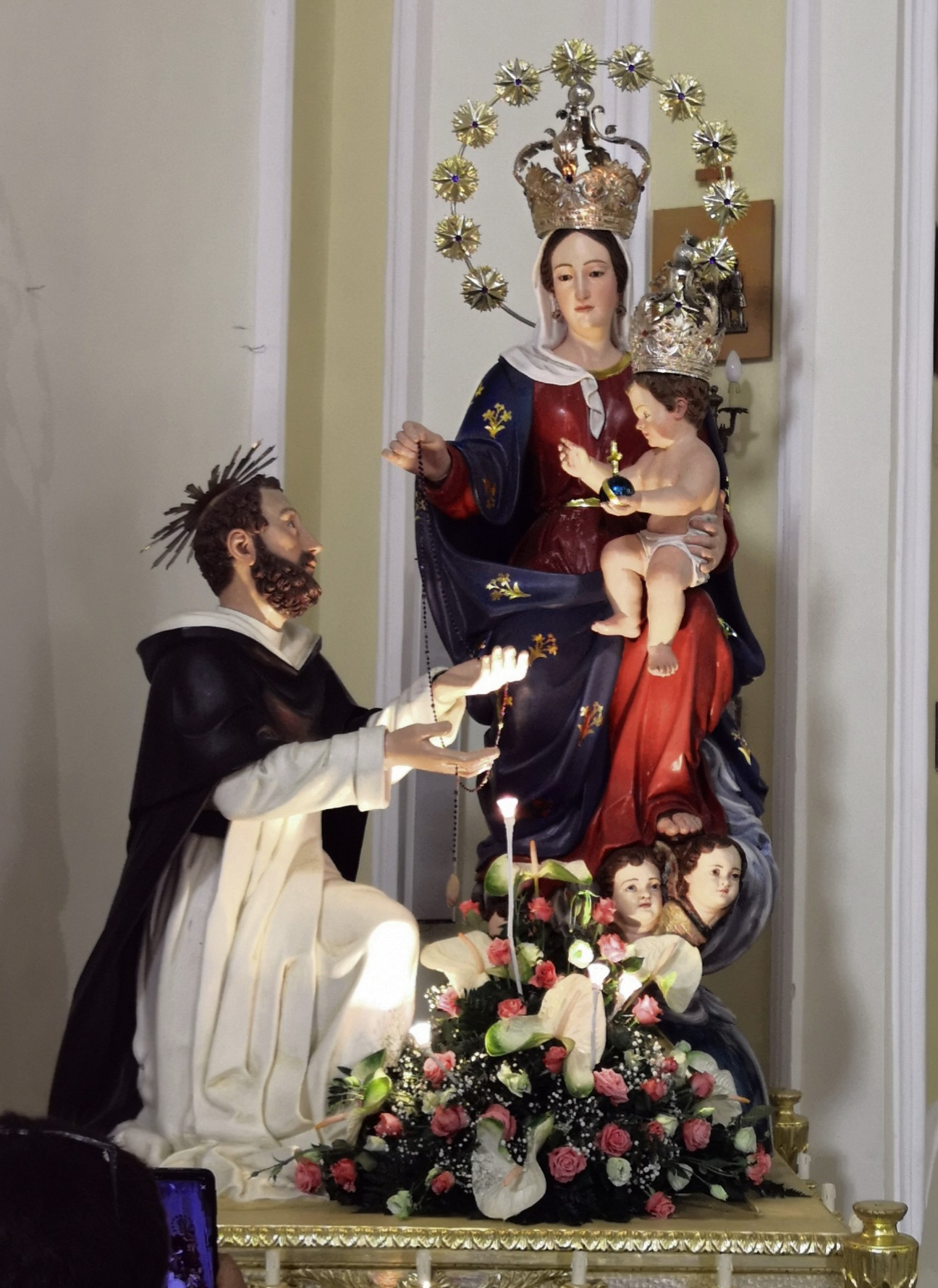
La statua della Madonna del Rosario.

Il pregiato gruppo statuario che la rappresenta costituisce indubbiamente un interessante manufatto, risalente ai primi decenni del 1800 e realizzato da maestranze siciliane in legno intagliato, zecchinato e dipinto. L'effigie della Patrona è un'opera monumentale voluta verosimilmente dall'arciprete Pietro Nicola De Luca all'epoca della ricostruzione della chiesa.
La Vergine è seduta su un'elegante nuvola che sovrasta una semisfera fasciata, simbolo del mondo, e sorregge con la mano sinistra il Bambino Gesù; nella mano destra reca la corona del Rosario che porge a san Domenico, inginocchiato dinanzi ad essa e con lo sguardo rapito in estasi. La sacra scena poggia su un grande fercolo intagliato e zecchinato che serve a portare in processione la statua, nel giorno della sua festa.

## La festa patronale
La secolare ricorrenza, indubbiamente tra le più antiche tradizioni del paese, si celebra la prima domenica di ottobre e si conserva integra nella sua solennità religiosa.
Dopo le sante Messe del mattino e la Supplica alla Madonna del Rosario a mezzogiorno, nel pomeriggio si svolge la processione che percorre le vie di Allume - ornate a festa con drappi, bandiere e archeggiati - accompagnando il simulacro della patrona di Roccalumera, il cui passaggio è salutato da numerosi omaggi pirotecnici offerti in tutte le zone della borgata dagli abitanti del luogo.
Insieme al venerato simulacro della Vergine, viene portata in processione anche un'altra varetta recante un reliquiario che custodisce quello che secondo l'antichissima tradizione è un Capello della Vergine Maria (proveniente dal ciuffo di capelli con cui si vuole che la Vergine abbia legato la celebre Lettera ai Messinesi), molto cara agli allumesi, con il quale - al termine della processione - l'arciprete imparte la solenne benedizione a tutti i fedeli.

## La Chiesa di San Michele Arcangelo

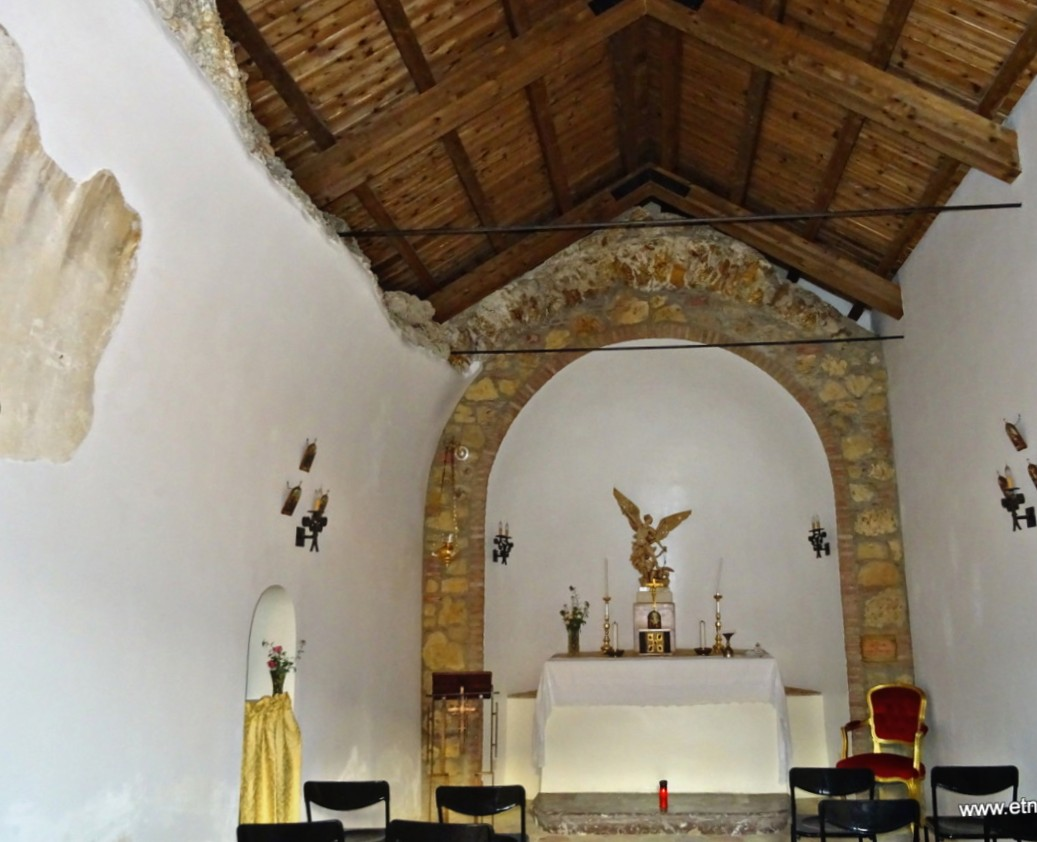
Interno della Chiesa Bizantina di San Michele, 2018.

La Chiesetta di San Michele in Allume di Roccalumera (Me) è la più antica del paese ed una tra le più antiche di tutta la Riviera. Edificata in stile bizantino verso il secolo XII, oggi è chiesa filiale dell’arcipretura del Santissimo Rosario. È dedicata sin dall'antichità (circa dieci secoli) al culto del santo Arcangelo Michele, da cui prese nome sia l'antico borgo sia il bosco adiacente.
Si trova infatti nella parta alta di Allume, in una posizione estremamente panoramica che permette di guardare sia alla vallata - dove si adagiano Allume, Sciglio e la marina - sia ad un lungo tratto della costa jonica e di quella calabra.
La struttura si presenta a navata unica con volta a botte; di essa rimanevano solo l'abside e alcune porzioni dei muri perimetrali.
Perciò, onde evitare la perdita di questi antichi ruderi, sopravvissuti a quasi un millennio di storia, si è dato avvio a un processo di restauro volto a consolidare la muratura absidale, ricostruire le porzioni mancanti dei muri perimetrali e realizzare un'adeguata copertura. I lavori, giunti al termine nel giugno 2002, hanno previsto anche il rivestimento in marmo dell'altare, il nuovo portone in castagno ed una finestra.
Inoltre, al fine di consentire la prosecuzione del già millenario culto tributato in questo tempio all'Arcangelo,  una nuova statua raffigurante il Santo è stata collocata sull'antico altare di San Michele.
Così, grazie a questo intervento la chiesa di S. Michele è tornata ad essere luogo di accoglienza e di preghiera; “l’eloquente silenzio delle casette accanto, ormai ridotte in muri cadenti, rende ancor più suggestivo il risorto sacro edificio e crea una magica e mistica atmosfera.”
In questa cornice, nell'ambito dei festeggiamenti per la Patrona, ha luogo anche la suggestiva festa di san Michele: il 29 settembre di ogni anno, giorno della sua ricorrenza liturgica, la statua di San Michele lascia la sua abituale collocazione presso la sua antica chiesetta per essere trasferita nella Chiesa Madre del Rosario, dove ha luogo la solenne celebrazione della Santa Messa in onore dell'Arcangelo; al termine della funzione si snoda la suggestiva processione che, attraverso alcuni caratteristici vicoli del borgo,  riaccompagna il simulacro di San Michele nel suo vetusto tempietto.

## Galleria d'immagini

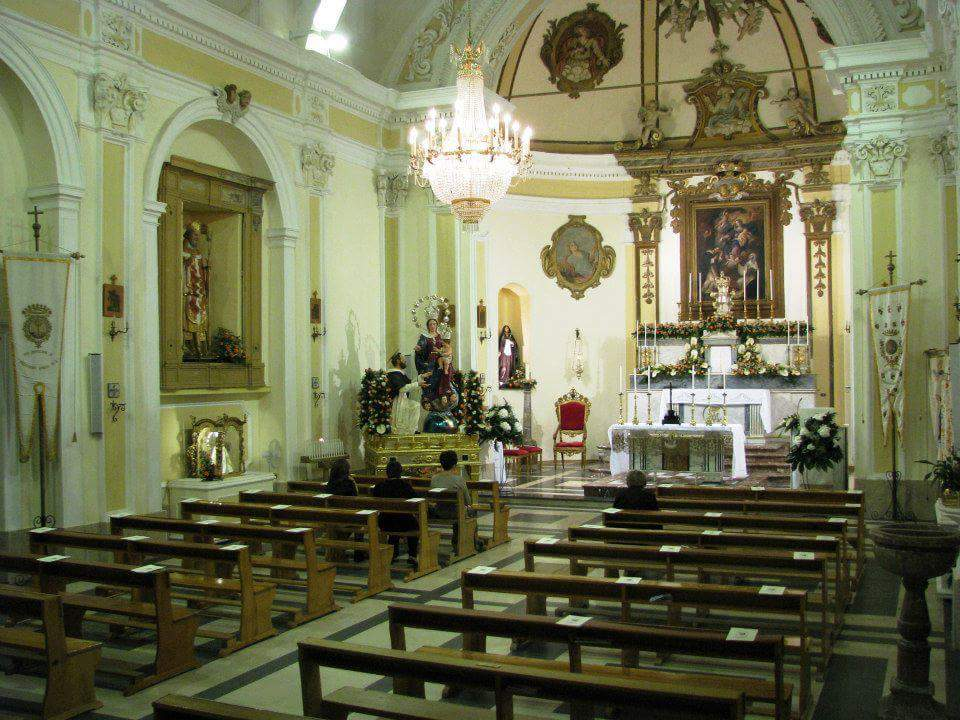
Interno della chiesa matrice di S.M. del Rosario.
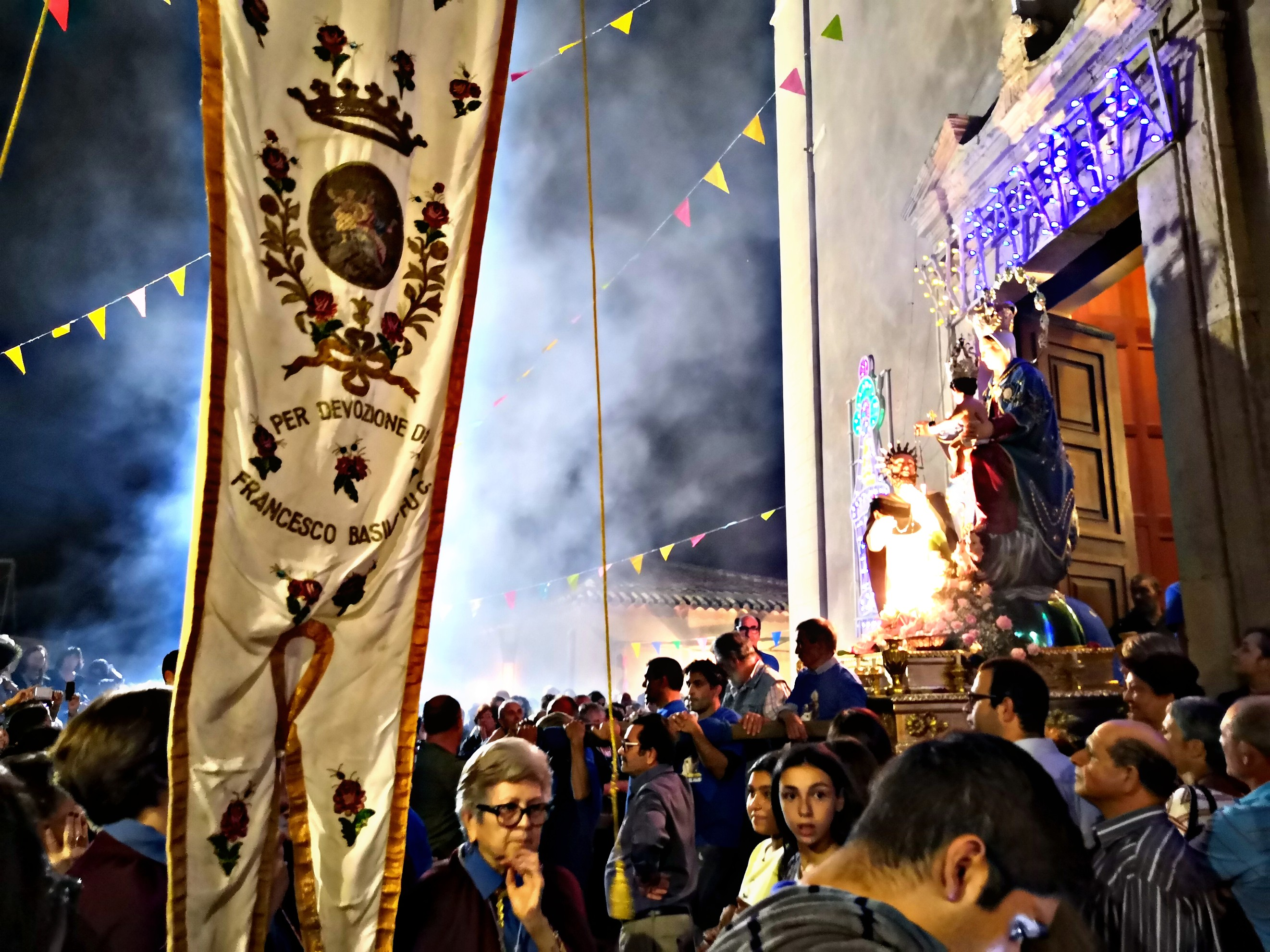
Uscita in Processione della Madonna del Rosario, patrona di Roccalumera.
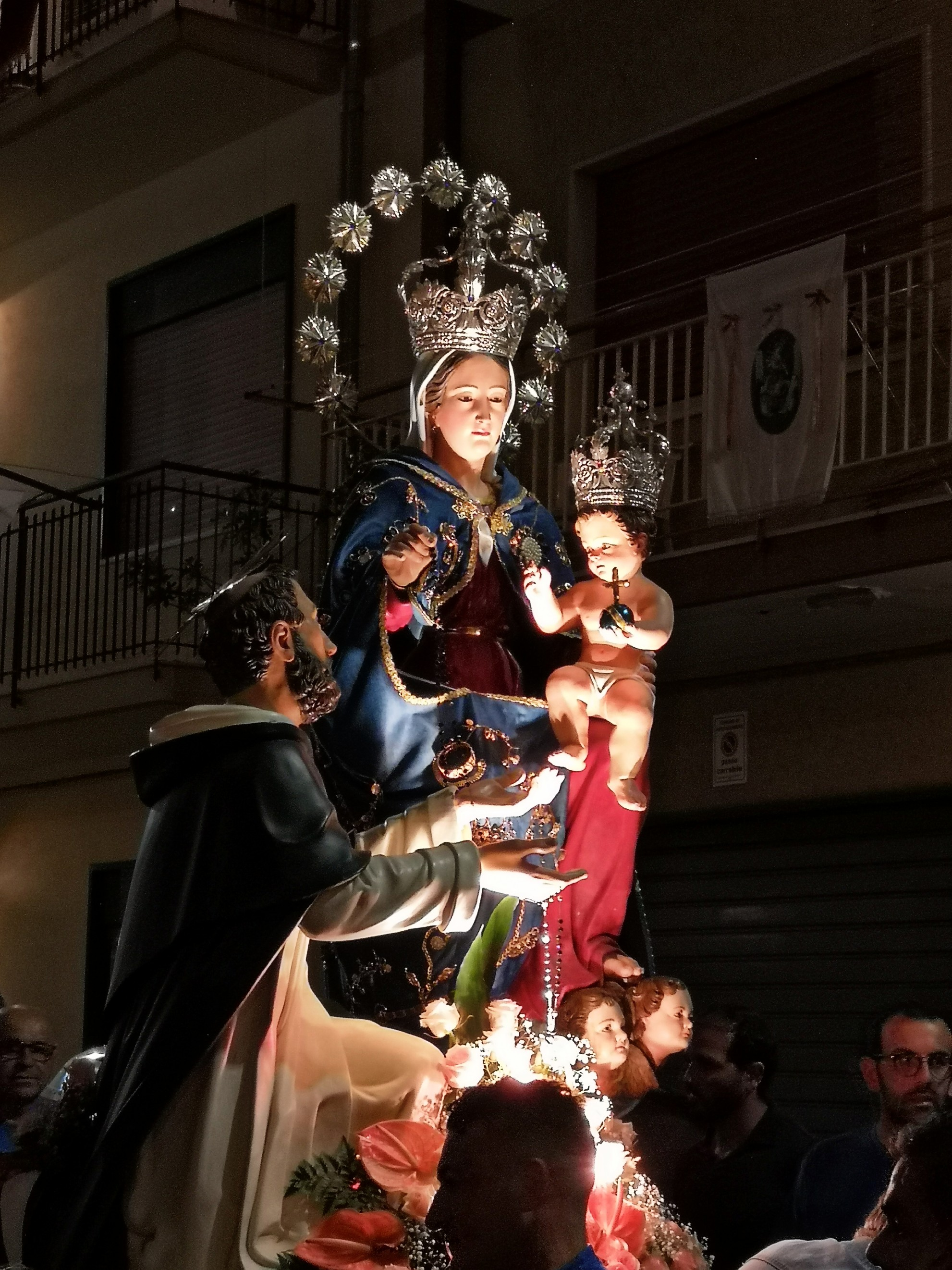
Il simulacro della Madonna del Rosario in processione.
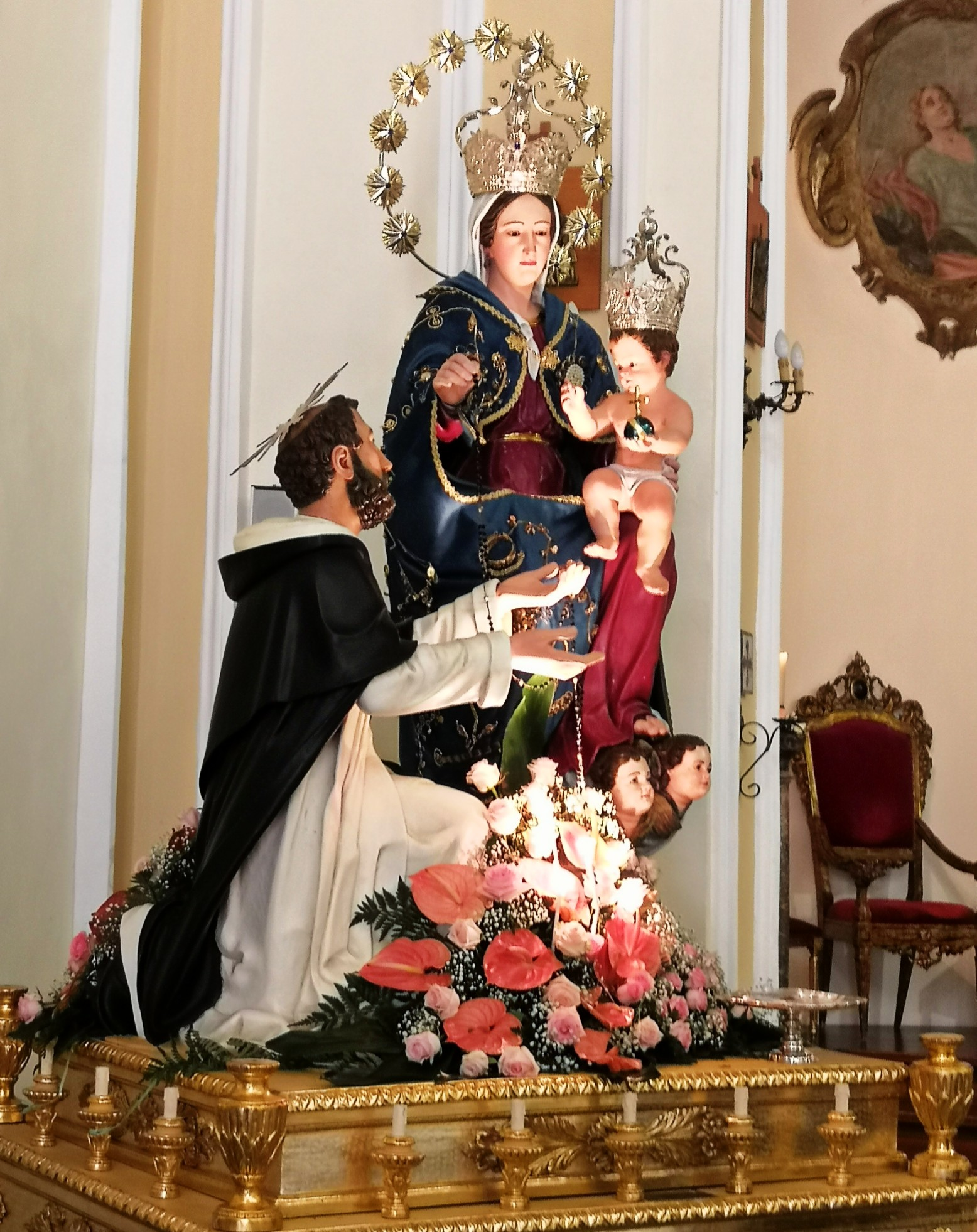
La Madonna nel giorno della festa.
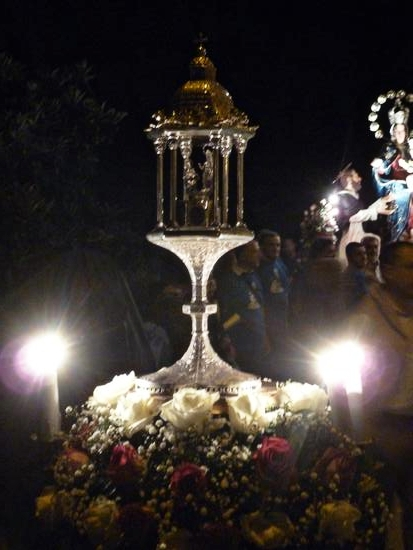
Il reliquiario con il Sacro Capello.